# Kąty (gromada w powiecie piaseczyńskim)
Kąty – dawna gromada, czyli najmniejsza jednostka podziału terytorialnego Polskiej Rzeczypospolitej Ludowej w latach 1954–1972.
Gromady, z gromadzkimi radami narodowymi (GRN) jako organami władzy najniższego stopnia na wsi, funkcjonowały od reformy reorganizującej administrację wiejską przeprowadzonej jesienią 1954 do momentu ich zniesienia z dniem 1 stycznia 1973, tym samym wypierając organizację gminną w latach 1954–1972.
Gromadę Kąty z siedzibą GRN w Kątach utworzono – jako jedną z 8759 gromad na obszarze Polski – w powiecie piaseczyńskim w woj. warszawskim, na mocy uchwały nr VI/10/12/54 WRN w Warszawie z dnia 5 października 1954. W skład jednostki weszły obszary dotychczasowych gromad Podłęcze Brzeskie(), Brześć, Kąty, Mikówiec(), Moczydłów, Wólka Dworska i Wólka Załęska ze zniesionej gminy Kąty w tymże powiecie. Dla gromady ustalono 17 członków gromadzkiej rady narodowej.
1 stycznia 1958 z gromady Kąty wyłączono część obszaru majątku PGR Moczydło, włączając ją do miasta Góra Kalwaria w tymże powiecie.
31 grudnia 1961 do gromady Kąty włączono obszar zniesionej gromady Baniocha w tymże powiecie.
1 stycznia 1969 z gromady Kąty wyłączono obszar PGR Moczydłów o powierzchni 27 ha oraz część wsi Mikówiec o powierzchni 7 ha, włączając je do miasta Góra Kalwaria w tymże powiecie.
Gromada przetrwała do końca 1972 roku, czyli do kolejnej reformy gminnej.